# Campo de Ebro
Campo de Ebro es una localidad del municipio de Valderredible (Cantabria, España). Está localizada a 707 m s. n. m., y dista 2,6 km de la capital municipal, Polientes. En el año 2024 contaba con una población de 12 habitantes (INE).

## Paisaje y naturaleza
Campo de Ebro se sitúa dominando una fértil vega delimitada por las curvas que describe el Ebro en el centro del valle. Al norte, el terreno es montañoso y se cubre, como casi siempre en Valderredible, con formaciones arbustivas de roble.
Cercano al pueblo, a la derecha de la carretera en dirección Villanueva de la Nía, la geología se toma sus caprichos en las formaciones rocosas de la peña Visera.

## Patrimonio histórico
En la parte trasera inmediatamente detrás de la iglesia; en el centro de la localidad; se encuentra la ermita de San Miguel según unos, de Santa Eulalia según otros o de San Millán de Campo de Ebro según los lugareños, aunque es más probable que la última advocación sea la correcta puesto que se correspondería con la de la actual iglesia, que la heredaría al dejar de realizarse ritos religiosos en la ermita. Es una pequeña ermita rupestre excavada en un montículo de roca, que consta de una sola puerta realizada en muro de fábrica. 

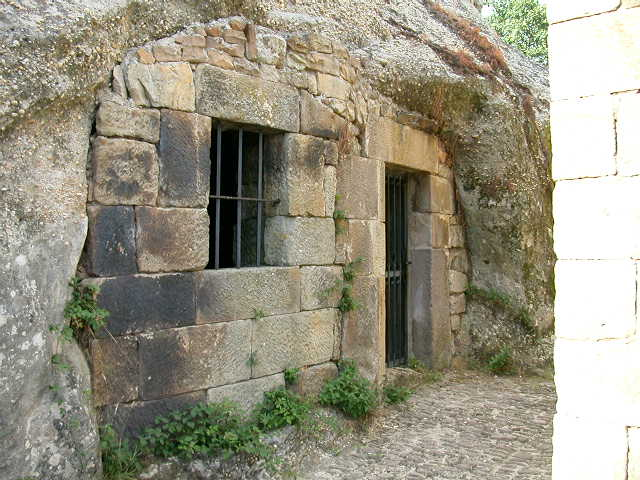
Entrada de la ermita.

La cronología no es aún segura, aunque su construcción se circunscribe entre los siglos VIII y IX. Fue dada a conocer al público general por García Guinea y M. Carrión.
Sencilla, compuesta por una simple capilla de una sola nave y ábside de planta de herradura, recorrida en casi todo su perímetro por un banquillo tallado en la roca. En el centro de la nave hubo una gran pilastra prismática que fue demolida probablemente para ampliar el espacio de culto y de la que únicamente queda el arranque del techo. El ábside está un poco más alto que la nave, por lo que hay un escalón que salva la diferencia de altura. Esta ermita rupestre ha cumplido las funciones de: Iglesia, Casa Concejo, y escuela, de esta última etapa todavía se pueden observar los agujeros en el suelo junto al banco corrido en el muro norte, que servían para encajar las patas de la mesa. 

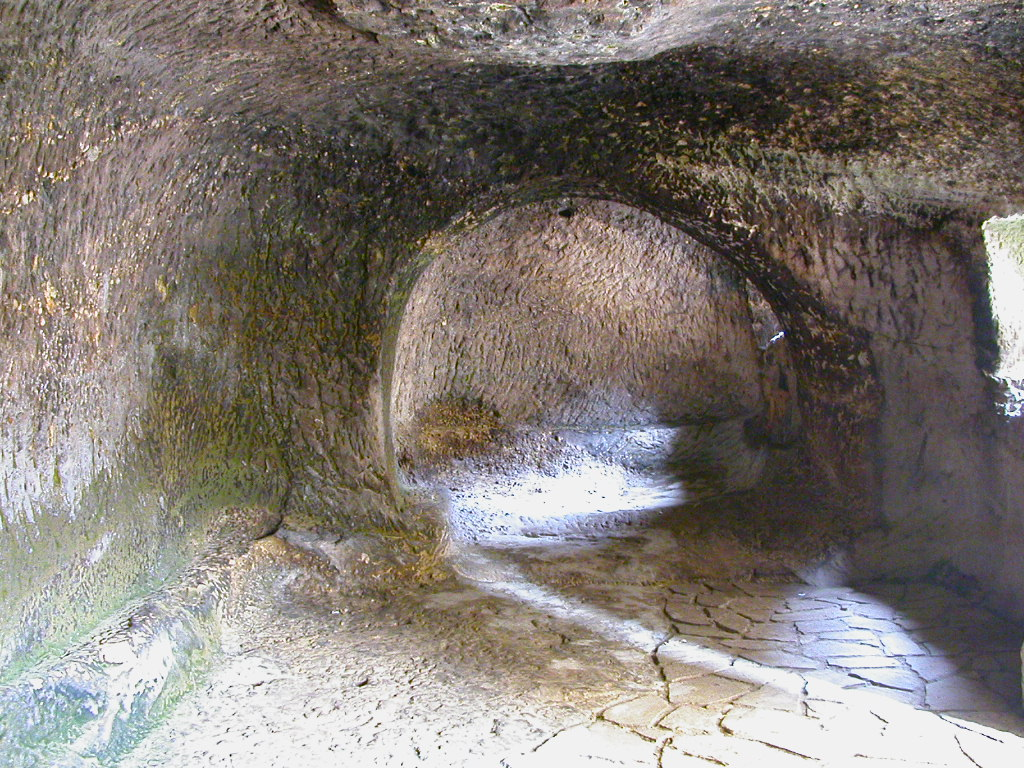
Interior de la ermita.